# Actualismo
En filosofía analítica contemporánea, actualismo es una posición sobre el estado ontológico de mundos posibles de acuerdo a la cual sólo es real aquello que existe de manera actualizada (a diferencia de meramente potencial). Otra explicación de la tesis es que el ámbito de cuantificación irrestricta abarca todo y solo lo que existe de manera actualizada.
La negación del actualismo es el posibilismo, tesis según la que hay algunas entidades que son meramente posibles: estas entidades existen (en la misma manera que los objetos normales que nos rodean lo hacen) pero no se encuentran en el mundo actualizado. Con respecto al realismo modal: "Una noción de posibilismo importante pero significativamente diferente de posibilismo sobre la que muchos de los asuntos tratados en este artículo no aplica fue desarrollada por el filósofo David Lewis."

## Ejemplo
Considere la afirmación "Sherlock Holmes existe." Esto es una afirmación falsa sobre el mundo, pero se la acepta normalmente en cuanto representa una verdad posible. Esta contingencia es normalmente descrita por la afirmación "hay un mundo posible en el que Sherlock Holmes existe". El posibilista argumenta que las afirmaciones de existencia aparentes como esta deben ser consideradas en su significado literal: cuando se afirma la existencia de dos o más mundos, no más de uno puede ser el real. De ahí, argumentan, que hay innumerables mundos posibles diferentes al nuestro, los que existen tanto como el nuestro lo hace, pero son meramente posibles.
La mayoría de los actualistas estarían felices de conceder la interpretación de "Sherlock Holmes' la existencia es posible" en términos de mundos posibles. Pero argumentan que el posibilista se equivoca en tomar esto como una afirmación de la existencia de otros mundos como el nuestro, a excepción del hecho de que no estamos ahora en ellos. El actualista argumenta, en cambio, que cuando afirmamos que "los mundos posibles" existen estamos afirmando que las cosas existen en nuestro propio mundo real. Así que se intenta explicar cómo pueden existir mundos posibles para la interpretación de afirmaciones modales; estos serían las variadas maneras en que el mundo podría existir; pero ninguna de ellas es un mundo distinto al mundo que nos rodea. 